# نيشان تاج تايلاند
نيشان تاج تايلاند (تايلندية: เครื่องราชอิสริยาภรณ์อันมีเกียรติยศยิ่งมงกุฎไทย بالإنجليزية: Order of the Crown of Thailand) هو وسام تايلاندي أنشأه راما الخامس سنة 1869 بذلك أول وسام وطني تمنحه الحكومة تايلاند.

## معرض لصور بعض الحاصلين على الوسام

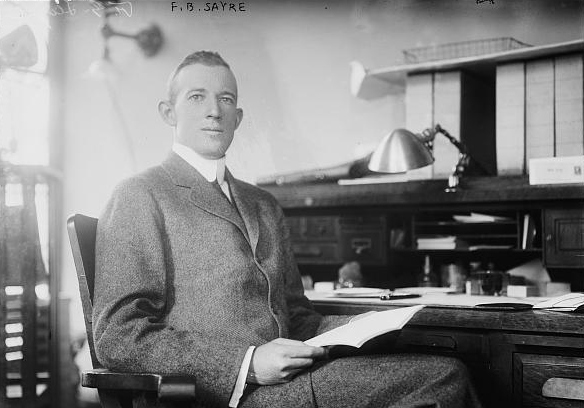
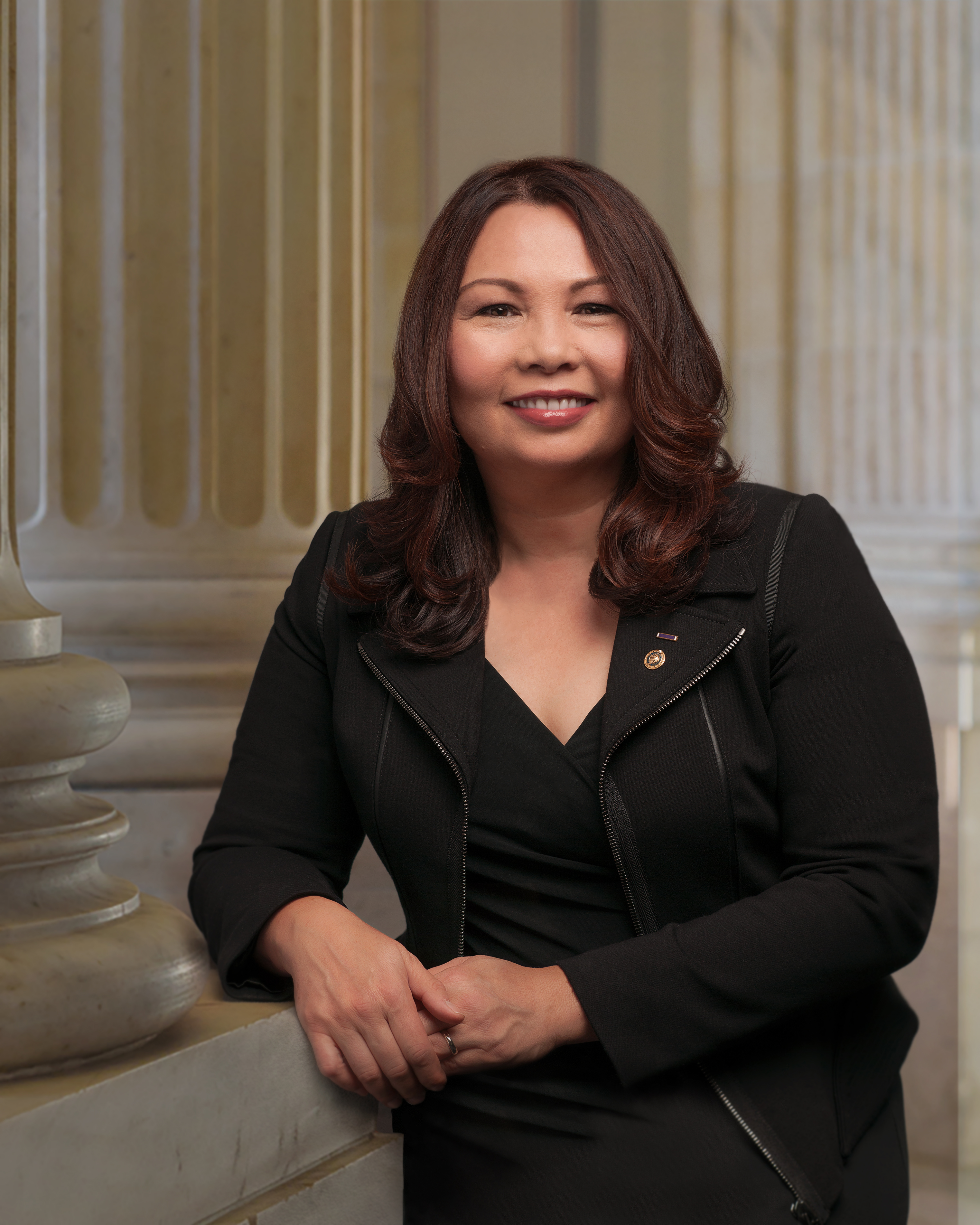
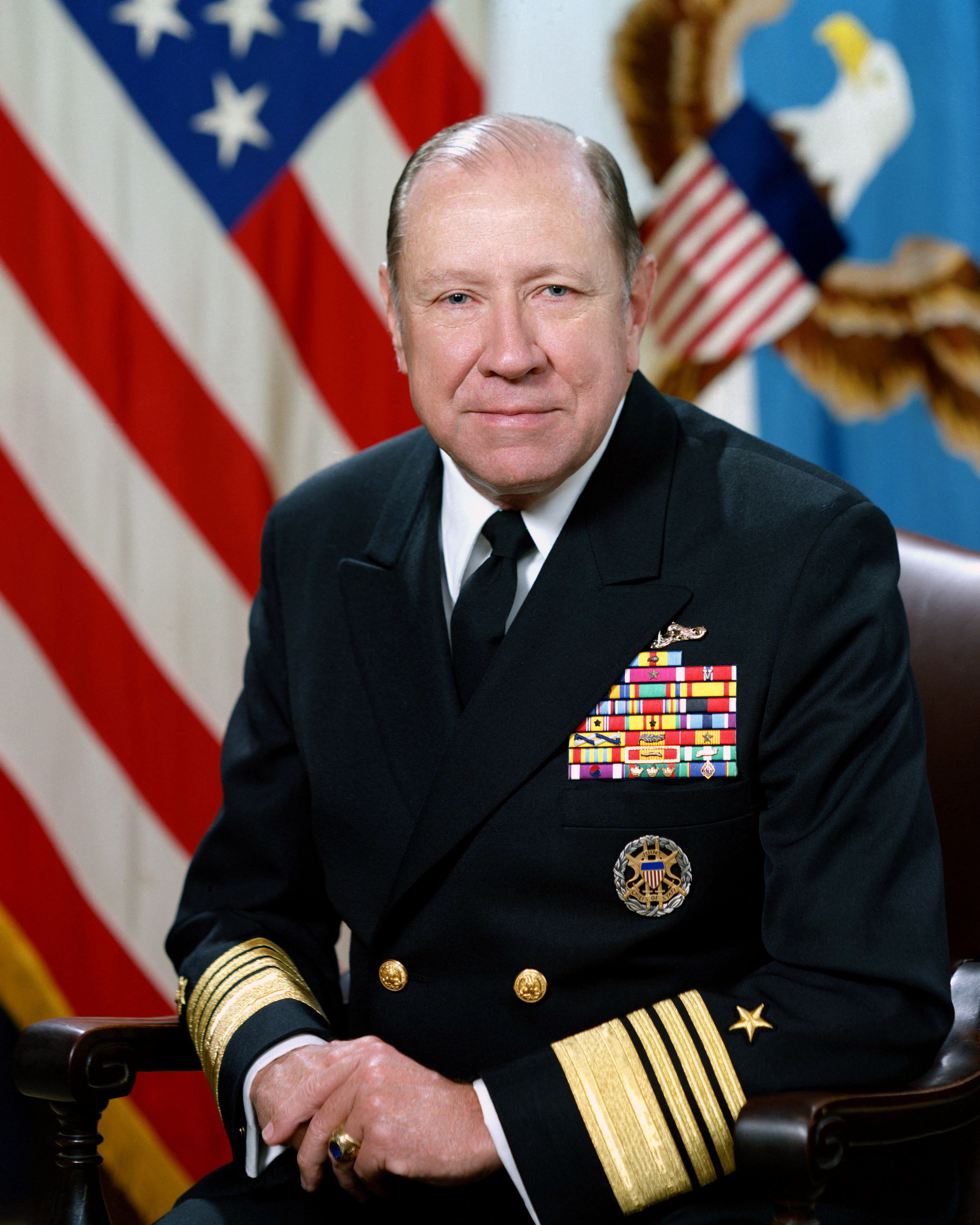